# Restless
"Restless" er den første single fra det hollandske band Within Temptation

## Sange
1. Restless (Single Mix) – 4:42
2. Pearls of Light – 5:38
3. Restless (Orchestral Remix) – 5:14

| Musik | Spire Denne musikartikel er en spire som bør udbygges. Du er velkommen til at hjælpe Wikipedia ved at udvide den. |